# Ypthima badhami
Ypthima badhami är en fjärilsart som beskrevs av Van Son 1955. Ypthima badhami ingår i släktet Ypthima och familjen praktfjärilar. Inga underarter finns listade i Catalogue of Life.